# Fay-aux-Loges
Fay-aux-Loges è un comune francese di 3 398 abitanti situato nel dipartimento del Loiret nella regione del Centro-Valle della Loira.

## Società

### Evoluzione demografica
Abitanti censiti